# Bobby Livingston
Robert W. „Bobby“ Livingston (* 10. Februar 1965) ist ein ehemaliger US-amerikanischer Radrennfahrer und nationaler Meister im Radsport.

## Sportliche Laufbahn
Livingston war im Bahnradsport aktiv und Teilnehmer der Olympischen Sommerspiele 1988 in Seoul. Im 1000-Meter-Zeitfahren belegte er beim Sieg von Alexander Kiritschenko den 14. Platz. Bei den Junioren gewann er 1983 den nationalen Titel im Sprint. Insgesamt holte er in seiner Karriere fünf US-amerikanische Titel im Bahnradsport.

## Berufliches
Livingston erwarb einen Abschluss in Sportmanagement an der University of Florida. 1999 wurde Livingston Direktor des Cox Cycling Teams und später Direktor der Frauenmannschaft von Saturn Cycling. Er heiratete die ehemalige Radrennfahrerin Karen Bliss.